# Kheireddine Pacha
Ne doit pas être confondu avec Khayr ad-Din Barberousse.
Kheireddine Pacha (arabe : خير الدين باشا), parfois appelé Kheireddine Ettounsi (خير الدين التونسي), né en 1822 ou 1823 et mort le 30 janvier 1890 à Constantinople, est un homme politique d'origine circassienne, ancien mamelouk, qui devient grand vizir du beylicat de Tunis puis de l'Empire ottoman. Il assume un rôle de réformateur à une époque d'expansion européenne dans le bassin méditerranéen.

## Biographie

### Jeunesse
Peu d'informations sont disponibles sur les origines et la jeunesse de Kheireddine. Dans ses mémoires, ce dernier déclare : « Bien que je sache pertinemment que je suis Circassien, je n'ai conservé aucun souvenir précis de mon pays et de mes parents [...] Les recherches que j'ai faites [...] sont toujours restés infructueuses ». Il semble qu'il soit né en 1822 ou 1823 dans la tribu des Abkhazes, vivant dans le nord-ouest du Caucase, dans « une famille de notables guerriers » d'origine abaza. Son père Hassan Leffch, un chef local, a probablement été tué lors d'une attaque de la Russie contre la ville de Soukhoumi.
Devenu orphelin, Kheireddine est vendu comme esclave, un fait alors familier pour les jeunes Circassiens. À Constantinople, il est acquis par Tahsin Bey, notable ottoman chypriote, naqib al-ashraf (chef des descendants du Prophète), cadi des troupes (qadi al-'askar) d'Anatolie (gouverneur militaire) et poète. Tahsin Bey emmène le garçon dans sa maison de campagne, à Kanlica (tr) près du Bosphore, où il devient le compagnon d'enfance de son fils pendant plusieurs années. Kheireddine reçoit une « éducation de premier ordre », qui comprend les études islamiques, mais aussi la langue turque, et peut-être le français ; pourtant il n'est pas élevé comme un mamelouk.
Après « la mort tragique et prématurée du fils » de Tahsin Bey, Kheireddine est à nouveau vendu à l'automne 1839 à un agent envoyé spécialement à Constantinople par Ahmed Ier, le bey de Tunis, pour lui procurer des esclaves. Ce nouveau déracinement pourrait avoir provoqué des troubles émotionnels pour Kheireddine, âgé alors de 16 ou 17 ans. Bientôt, il est à bord d'un navire en partance pour l'Afrique du Nord,.
Vers 1840, Kheireddine s'installe au palais du Bardo, à la cour d'Ahmed Ier Bey (1837-1855), en tant que serviteur au sein du sérail (mamluk bi-l-saraya). Il reprend ses études, principalement à l'École militaire du Bardo, une institution voisine nouvellement créée par le bey. Il est formé aux sciences musulmanes traditionnelles, comme le tafsir et les hadiths, et apprend le Coran par cœur. Un élément clé de son éducation est aussi d'apprendre à converser en arabe, et de connaître le français. À la cour husseinite, ses capacités sont rapidement reconnues ; il est par ailleurs favorisé par l'attention et la confiance accordées par Ahmed Ier Bey.

### Carrière militaire
Kheireddine entame alors une carrière dans l'armée du bey : il devient chef d'escadron en 1840 ; la première preuve connue de son existence date d'ailleurs de cette époque, lorsqu'il signe une lettre le 25 juillet de cette même année. En 1842-1843, il est attaché à l'intendance de la cavalerie, exclusivement composée de mamelouks. Il devient chef de bataillon en février 1842, lieutenant-colonel en août 1845 et colonel en octobre de la même année.
En juin 1850, il est nommé général de brigade et commandant de la cavalerie, succédant ainsi à Ahmed, frère du grand vizir Mustapha Khaznadar. En octobre 1853, il est promu général de division qui est le plus haut grade militaire après celui du bey ; il devient également aide de camp du bey.

### Missions diplomatiques
Au cours des années 1840 et 1850, il est envoyé par le bey dans plusieurs missions diplomatiques importantes, par exemple auprès de la Sublime Porte à Constantinople, qui poursuit alors ses réformes des tanzimat, et dans les capitales européennes, dont Paris et Berlin, où il prend conscience de la montée en puissance du monde occidental.
En 1846, il accompagne le bey, au sein de la petite délégation qui comprend aussi l'influent conseiller Ibn Abi Dhiaf, lors d'une visite d'État de deux mois en France. Ce voyage revêt une importance culturelle et politique particulière en ce que le bey voyage pour un séjour prolongé dans un pays non-islamique en vue de se familiariser avec les méthodes modernes de fonctionnement et de gouvernance. Le voyage a ainsi « élargi l'espace culturel jugé acceptable pour les dirigeants musulmans ».
Les Français prennent soin de montrer leur pays à son avantage ; la petite délégation tunisienne est bien accueillie par les hauts responsables du gouvernement et diverses personnalités. « Après avoir voyagé au-delà de la terre d'Islam, Ahmed Bey a été béni lors de son retour à Tunis par le grand mufti »,. Plus tard, il est envoyé à Paris pour obtenir un prêt pour le régime du bey, mais il y passe quatre ans à défendre les intérêts de la régence de Tunis en tentant de récupérer les larges sommes détournées par un notable, Mahmoud Ben Ayed, dans le cadre de l'affaire du même nom. En raison de la situation financière désastreuse de la régence, provoquée en partie par le détournement de Ben Ayed, l'emprunt du bey ne semble pas prudent pour Kheireddine, selon le professeur Abun-Nasr. Néanmoins, le bey avait étouffé la majeure partie de l'opposition à ses projets financiers grâce à l'engagement des oulémas urbains et des chefs de tribus ruraux. En raison de la résistance passive de Kheireddine, le prêt est encore en cours de négociation lorsque Ahmed Ier Bey meurt en 1855. Pendant ses années à Paris, Kheireddine parcourt les bibliothèques et les librairies, améliore son français, pose de nombreuses questions et étudie la société, l'industrie et la finance européennes,.

### Carrière gouvernementale

#### Ministre de la Marine

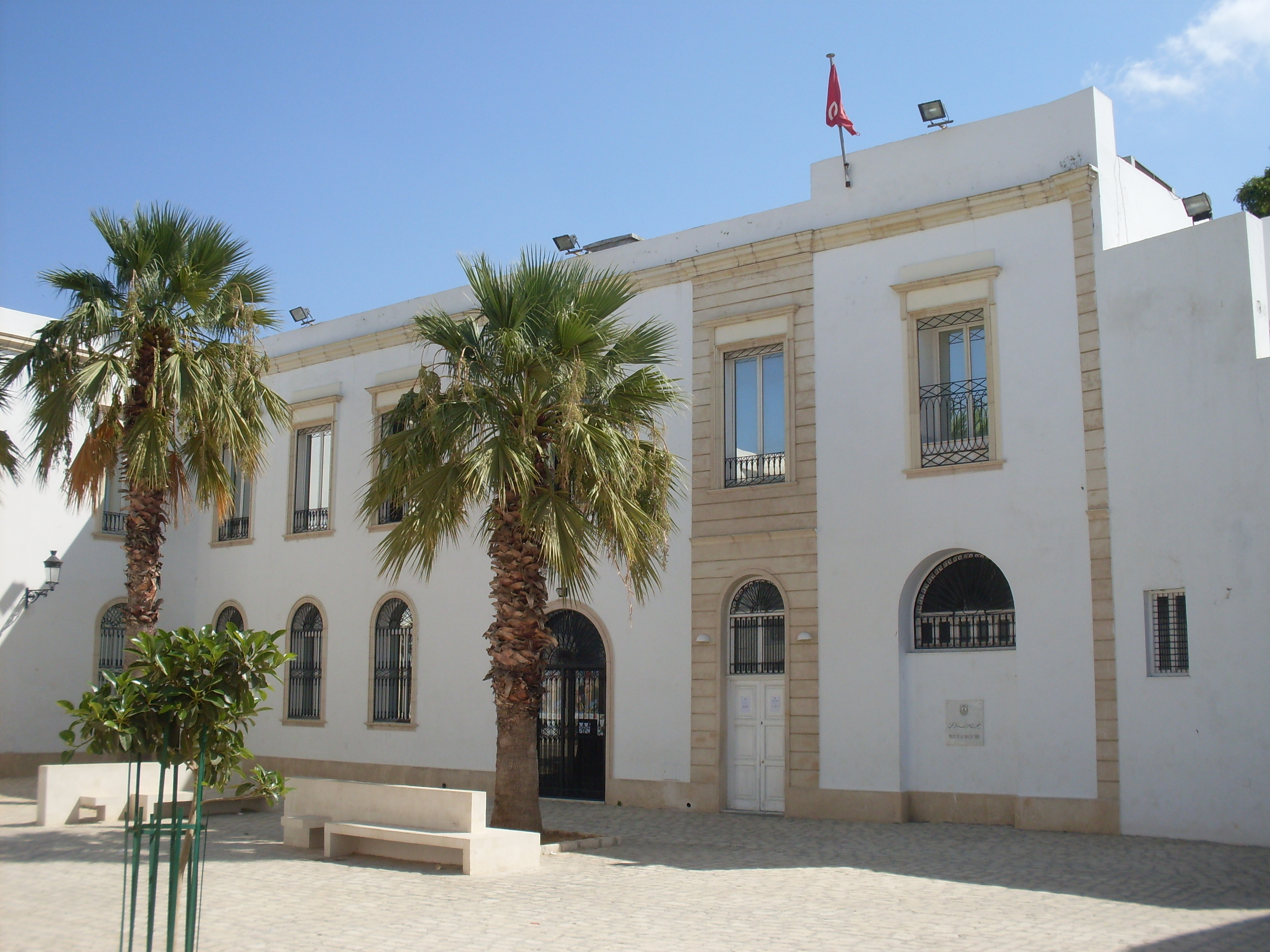
Palais Kheireddine dans la médina de Tunis.

À son retour en Tunisie en provenance de Paris, son grade militaire élevé lui permet d'accéder à la tête du ministère de la Marine en 1857. Responsable de ports en pleine expansion, Tunis, La Goulette et Sfax, il engage des travaux pour améliorer les installations portuaires afin de gérer le trafic commercial accru, le commerce méditerranéen s'étant sensiblement développé. Il semble que le nombre de navires de la marine tunisienne a alors considérablement diminué par rapport aux navires européens de conception moderne.
L'immigration en Tunisie commence à augmenter à cette époque, entraînant des difficultés avec la documentation traditionnelle ; Kheireddine propose donc la délivrance de passeports. Toutefois, les accords de capitulations ottomans, qui ont donné des droits juridiques extraterritoriaux aux Européens résidents ou de passage à Tunis, compliquent la situation. La contrebande est également un problème,. La santé publique devient dans le même temps une préoccupation de première ordre avec des procédures de quarantaine imposées lors d'une épidémie du choléra. Le ministère de la Marine supervise aussi le fonctionnement d'un arsenal, d'une prison et d'un hôpital à La Goulette.
Au cours de cette période de sa vie, alors qu'il complète sa quarantième année, Kheireddine commence à considérer la Tunisie comme son pays d'adoption. Il quitte sa fonction de ministre en 1862.

#### Autres fonctions
Lorsque la Constitution réformiste promulguée en 1861 établit de nouvelles institutions gouvernementales, en particulier un organe consultatif et législatif appelé « Grand Conseil », Kheireddine est nommé par le bey comme son premier président. Pourtant, une forte opposition et les intrigues de diverses factions, en grande partie dirigées par le grand vizir Mustapha Khaznadar, se développent rapidement et rendent l'application de son agenda réformateur impossible. Au lieu de s'en accommoder, Kheireddine quitte volontairement son poste en 1862.
En 1869, il devient le premier président de la commission financière internationale créée pour gérer les recettes et les dépenses du gouvernement tunisien.

#### Grand vizir
En octobre 1873, il revient au pouvoir en succédant à Mustapha Khaznadar — qu'il aura contribué à destituer après l'avoir accusé de détournement de fonds publics avec la complicité du favori Mustapha Ben Ismaïl — comme grand vizir, sous le règne de Sadok Bey. Il crée en 1874 le conseil des habous — plaçant à sa tête le réformateur Mohamed Bayram V — afin d'améliorer l'utilisation des vastes terres offertes aux institutions religieuses, mais aussi l'administration de la ghaba (forêt d'oliviers de la région tunisoise), avec à sa tête Hassouna Ben Mustapha, et l'administration des biens domaniaux placée sous la direction de Mohamed Ben Cheikh. Des changements juridiques sont apportés afin de favoriser les échanges et le commerce ; le résultat appelé plus tard « Code Kheireddine » affecte les contrats et les obligations. Des réformes administratives sont réalisées à la Justice et aux Finances. En politique étrangère, il favorise des liens plus étroits avec l'Empire ottoman, sous la fausse opinion que cela pourrait prévenir une ingérence européenne. Kheireddine modernise aussi le programme de l'université Zitouna. Plus tard, il crée également une bibliothèque et travaille à établir le Collège Sadiki en 1875, un lycée consacré à l'enseignement des matières modernes pour la prochaine génération de dirigeants du pays, et placé sous la direction de Mohamed Larbi Zarrouk.
En 1877, le sultan ottoman, en guerre avec la Russie, demande à Sadok Bey, en exécution du firman de 1871, de lui fournir une aide militaire. Kheireddine soutient la demande du sultan tandis que le bey veut y opposer un refus pur et simple. Finalement, un conseil extraordinaire, composé de hauts fonctionnaires, d'oulémas et de notables, opte pour la fourniture de subsides en espèces et en nature recueillis par souscription publique. Cependant, la sécheresse vient tarir la souscription et même les revenus publics, ce qui oblige Kheireddine à diminuer le train de vie de l'État, y compris la liste civile du bey et de sa famille. Face à cet affront, le bey force Kheireddine à démissionner le 21 juillet 1877.

Un diplomate européen contemporain, l'ambassadeur britannique Austen Henry Layard, qui « a travaillé étroitement avec lui et en bons termes », décrit Kheireddine pendant les années où il a servi en tant que grand vizir du bey : 
« C'était un homme corpulent, avec un visage un peu lourd, parfois éclairé par une expression [...] très intelligente [...] Ses manières étaient considérées comme hautaines et autoritaires [...] Il était difficile de donner son âge car il teignait ses cheveux et sa barbe d'un noir dur et profond... »

### Départ pour Constantinople
Le sultan ottoman Abdülhamid II fait alors appel à lui pour servir son gouvernement. Kheireddine cherche à vendre ses importants biens immobiliers (trois palais à Tunis et ses banlieues, des oliveraies et un vaste domaine à Enfida et constitué de 100 000 hectares). Craignant une saisie politiquement motivée par ses ennemis, qui dirigent désormais le gouvernement, il vend sa propriété d'Enfida à la Société marseillaise de crédit en juillet 1880. Pourtant, une parcelle adjacente est rapidement achetée par un agent non identifié, qui réclame alors un droit de préemption pour acheter Enfida, alors que la société française a déjà payé pour celle-ci. Le régime du bey soutient évidemment la demande de préemption, le conflit devenant connu sous le nom d'« affaire Enfida ». Ironie du sort, ce méfait a encouragé l'invasion française d'avril 1881.
Installé à Constantinople, dans une résidence offerte par le sultan, Kheireddine travaille d'abord à la commission de réforme financière au cours de l'année 1878 pour moderniser l'impôt impérial et le processus budgétaire. Ayant obtenu la confiance du sultan, il est rapidement nommé grand vizir de l'Empire ottoman,, poste qu'il occupe entre le 4 décembre 1878 et le 29 juillet 1879. Rapidement, il est toutefois perçu comme un outsider par la classe politique impériale :
« Kheireddine Pacha de Tunisie [était un] orateur maladroit de la langue [turque qui] atteignit la position de grand vizir en 1878. Même s'il avait une maîtrise acceptable de l'arabe et du français écrit, ses subordonnés ne pouvaient pas ne pas se moquer de son turc ottoman. »
 Pour faire avancer ses politiques réformatrices, Kheireddine mobilise l'aide étrangère pour trianguler sa position politique et acquérir une certaine indépendance d'action. Il ne parvient néanmoins à accomplir que bien peu ; cette stratégie conduit de plus à son aliénation du sultan et son limogeage plutôt rapide. En 1882, il refuse l'offre d'un deuxième mandat comme grand vizir.

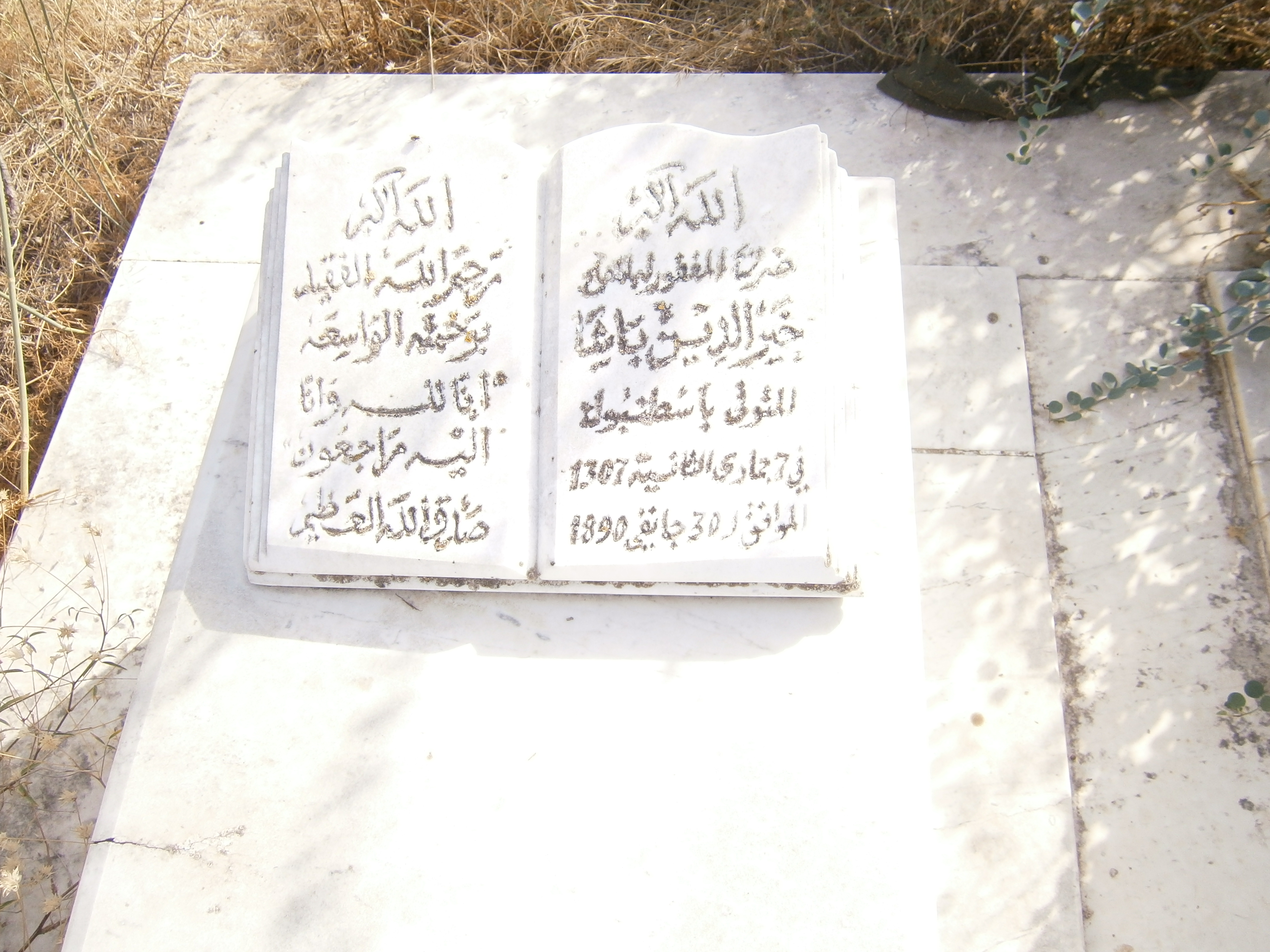
Tombe de Kheireddine Pacha photographiée en 2012.

Kheireddine meurt le 30 janvier 1890 à Constantinople, entouré de sa famille dans leur résidence située à Kuruçeşme (tr) près du Bosphore. Sa dépouille est rapatriée le 9 avril 1968 et déposée dans une pièce au Premier ministère, aux côtés de celles d'Ali Bach Hamba et Mohieddine Klibi, où elle est retrouvée par Abdeljelil Temimi. Sur ordre du président Habib Bourguiba, les trois dépouilles sont enterrées en 1972 au cimetière du Djellaz à Tunis, dans une zone inaccessible sans une autorisation militaire. Temimi la retrouve le 2 août 2012 à côté de celle de Klibi et de deux tombes anonymes, peut-être celles de Bach Hamba et Habib Thameur.

### Décorations
Kheireddine Pacha est détenteur de plusieurs décorations dont : 
- Grand-croix de l'ordre du Nichan Iftikhar ;
- Première classe de l'Ordre du Nichan ad-Dam ;
- Première classe de l'Ordre du Nichân Ahd El-Amân ;
- Première classe de l'Ordre du Nichân El-Ahd El-Mourassaâ ;
- Première classe de l'Ordre de l'Osmaniye ;
- Première classe de l'Ordre du Médjidié ;
- Première classe de l'Ordre de la Gloire de l'Empire ottoman (en) ;
- Première classe de l'Ordre ottoman du Mérite (en) ;
- Grand-croix de la Légion d'honneur ;
- Grand-croix de l’Ordre impérial de Léopold.

### Vie privée
Vers l'âge de quarante ans, aux alentours de 1862, Kheireddine épouse sa première femme, Lella Kebira Khaznadar, fille de la princesse Kalthoum Bey et de Mustapha Khaznadar, originaire de Grèce, qui a servi pendant de nombreuses années comme grand vizir du bey. Leur mariage est annoncé officiellement et célébré en « grande pompe ». Le couple a trois enfants, un garçon et deux filles, Mahbouba (1863) et Hénani (1866), mais Kebira et leur fils meurent en 1870. Un an après, Kheireddine épouse deux sœurs turques qui donnent chacune naissance à des fils en 1872. Néanmoins, Kheireddine les répudie pour épouser Kamer Hanım qui lui donne deux fils, dont Tahar Kheireddine (1875), et une fille. Qmar le suit à Constantinople et lui survit plusieurs années. Selon Julia A. Clancy-Smith, « il semble probable que Kheireddine a épousé les deux sœurs dans le seul but de produire une progéniture masculine, mais a épousé Qmar, sa quatrième femme, par amour. Dans tous les cas, son dernier mariage était monogame ».
Après la mort de sa première femme, une discorde éclate bientôt entre Kheireddine et son beau-père,. En effet, Mustafa Khaznadar, bien que grand vizir et serviteur du bey, s'enrichit dans des conditions discutables, alors que Kheireddine est connu pour être un adversaire acharné de la tyrannie et de la corruption.
L'écrivain Eugène Blairat (18??-1914) a précisé que ce dernier possédait un palais à Khereddine : « À côté de La Goulette, est Khérédinne : petit village en voie de formation, groupé autour du palais de ce Khérédinne qui fut premier ministre de Sadock, et devint ensuite grand vizir à Constantinople ».

## Héritage
Une évaluation du mandat de Kheireddine, à la lumière des progrès réalisés en Tunisie depuis, a conduit à plusieurs observations : sa coordination avec les oulémas tunisiens afin de réaliser ses réformes du gouvernement et sa familiarité avec les institutions politiques européennes :
« La réforme en politique nécessite un renouveau en matière de religion, y compris une interprétation rationnelle de l'écriture divine et la connaissance par les érudits de l'islam des questions et des événements du monde afin d'être en mesure de fournir une compréhension contextuelle des textes sacrés. Kheireddine fait preuve d'audace dans le sillage de la réforme qui émule l'Europe. La synergie ultérieure entre les sommités au sein, d'une part, de l'appareil d'État et, d'autre part, de l'Université Zitouna, dessine un itinéraire réformiste qui inspire toujours de façon indélébile la constitution des agendas de renouvellement dans la Tunisie moderne [...] La deuxième idiosyncrasie est la tentative d'harmoniser le mondain et le sacré, la connaissance religieuse « orientale » et le génie politique « occidental ». La pensée politique du grand vizir du beylicat de Tunis, Kheireddine Ettounsi, est paradigmatique de cette harmonisation. »

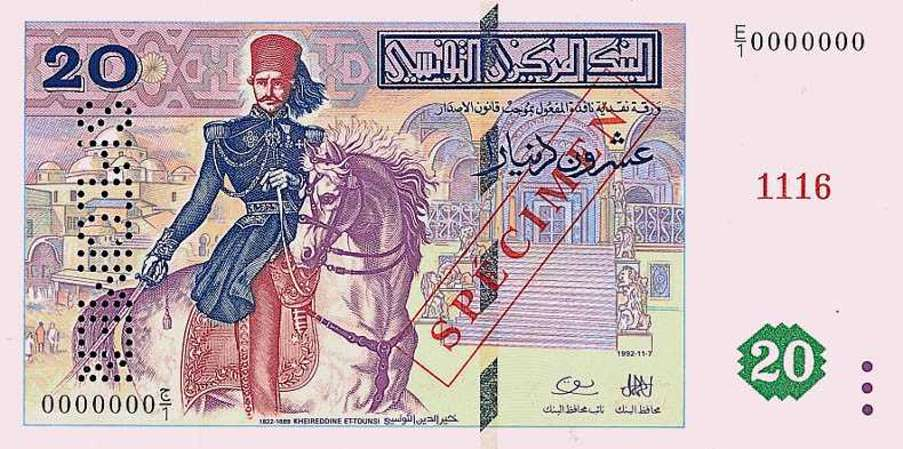
Kheireddine Pacha sur le billet de vingt dinars tunisiens mis en circulation le 9 novembre 1992.

Dans la culture populaire, son personnage apparaît dans la série télévisée Tej El Hadhra de Sami Fehri en 2018 sous les traits de Yassine Ben Gamra.

## Publications

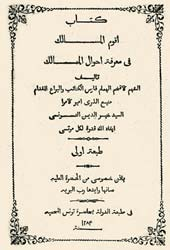
Couverture du livre Le plus sûr moyen pour connaître l'état des nations.

Pendant son exil volontaire en Europe, il apprend le français et observe le style et la manière de la politique en Occident. Il se consacre également à la rédaction de son fameux ouvrage, Aqwam al-masalik li ma'rifat ahwal al-mamalik (Le plus sûr moyen pour connaître l'état des nations) publié en 1867 et traduit en français, turc et italien. ll y expose les causes de la décadence de la Tunisie et plus généralement du monde arabo-musulman en établissant une comparaison entre les États européens et musulmans. Il y propose des stratégies en matière de gouvernance et y compare les systèmes politiques européens. Il articule aussi une voie à suivre afin de réaliser des réformes qu'il juge nécessaires, conseillant une approche modérée qui adopterait certains programmes et techniques de l'Occident tout en préservant les traditions tunisiennes. Il fait appel directement aux oulémas et souligne que la classe dirigeante devrait servir de gardiens du bien-être de la population,.
Des lettres de Kheireddine, « il semble que, en 1878, il aurait préféré rentrer à Tunis ». L'invasion française de 1881 et le protectorat qui s'ensuit en Tunisie mettent un terme à de tels espoirs. Kheireddine se retire dans sa résidence spacieuse d'Constantinople, offerte par le sultan, au cours de sa dernière décennie, mais sa polyarthrite rhumatoïde lui rend la vie difficile et son exil lui apporte une certaine amertume. Néanmoins, il complète plusieurs œuvres écrites.
En français, il dicte ses mémoires à plusieurs secrétaires familiers de la langue, ce qui indique que le monde francophone était une cible importante, que ce soit en Afrique, en Europe ou au Moyen-Orient. Il intitule ses mémoires À mes enfants : ma vie privée et politique. Dans ses mémoires et plusieurs autres écrits, il défend de façon insistante ses réformes comme grand vizir de la régence de Tunis.

Une lecture attentive de Kheireddine, en particulier de ses mémoires et de ses écrits tardifs (peut-être écrits franchement, sans intention ultérieure), montre une tendance à favoriser un gouvernement traditionnel, comme celui de l'Empire ottoman, selon le professeur L. Carl Brown : 
« [Kheireddine] a toujours été dans le courant dominant de la pensée politique islamique médiévale, qui met l'accent sur l'intendance, c'est-à-dire une séparation rigide entre les gouvernants et les gouvernés, dont les relations mutuelles sont guidées par le parallèle du berger et de son troupeau [...] C'était l'intendance — un sentiment de noblesse oblige — plutôt qu'une passion pour la démocratie représentative qui a guidé Kheireddine. Lorsqu'il avait les mains libres, Kheireddine avait choisi presque tous ses ministres au sein de la classe des mamelouks. »
Le professeur Brown tire ensuite des mémoires de Kheireddine un passage qui décrit la corruption préexistante du gouvernement beyical comme la source du problème au cours de ses années comme grand vizir. Il a cherché une solution réformiste visant à « créer un nouveau système administratif, fondé sur la justice et l'équité, détruire les abus et actes arbitraires » et restaurer « le gouvernement dans son rôle sacré de protecteur du peuple » et ainsi « mener le pays sur la voie de la prospérité ».

Un portrait plus prospectif de Kheireddine est dressé par le professeur Clancy-Smith, bien qu'elle ne semble pas contredire les conclusions du professeur Brown. Elle célèbre le « cosmopolitisme de Tunis, qui n'était pas une identité autant qu'un mode d'existence sociale » : 
« Dans la tradition mamelouke à son meilleur, Kheireddine a accordé une indéfectible loyauté aux Husseinites et aux sultans jusqu'à ce que leurs politiques violent sa notion d'un gouvernement juste informé par sa propre expérience, les préceptes moraux islamiques et certains principes politiques européens [...] En tant que grand vizir, cependant, il a davantage démantelé le système mamelouk [...] En tant qu'intellectuel des marches, il a opéré à de multiples points d'intersection : entre le Maghreb et l'Empire ottoman, l'Europe et l'Afrique du Nord, le corridor central de la Méditerranée et la mer au sens large, l'univers du philosophe-éducateur et de l'homme d'État [...] [Son livre] pourrait être considéré comme une expression moderne de la rihla par laquelle Kheireddine a tenté de légitimer la connaissance distante ou étrangère. »
Au cours de ses dernières années, Kheireddine s'est également tourné vers la rédaction de mémorandums sur la réforme du régime ottoman adressée au peu réceptif sultan Abdülhamid II. Kheireddine y aborde de nombreux sujets, par exemple la fonction publique (éducation et rémunération), le législatif (mode d'élection et limites de son champ d'action) et la manière de tenir les hauts fonctionnaires pour responsables de leurs actes. Plusieurs de ses propositions ont été reprises plus tard par d'autres réformateurs.

## Hommages
Son personnage apparaît dans la série télévisée de Sami Fehri, Tej El Hadhra, sous les traits de l'acteur Yassine Ben Gamra.

## Homonymie
Kheireddine Pacha ne doit pas être confondu avec Kheireddine Kahia, qui vit à Tunis à la même époque. Mamelouk géorgien du ministre Youssef Saheb Ettabaâ, il est nommé agha des spahis (commandant de la cavalerie beylicale) puis kahia du Dar El Pacha (chargé de l'administration financière de l'armée).
Gendre du mamelouk Ismaïl Kahia, ministre de la Marine, il décède à Djerba lors d'une tournée d'inspection en 1856 ; il est enterré au Tourbet El Bey à Tunis, sa belle-mère étant une princesse husseinite. Il est l'ancêtre de la famille Kheireddine, encore présente à Tunis, et dont le plus illustre représentant est le poète Ahmed Kheireddine.

### Ouvrages en français
- Ali Chennoufi, Le Ministre Kheireddine et ses contemporains (XIXe siècle), Carthage, Beït El Hikma, 1990, 412 p.
- Azzedine Guellouz, Abdelkader Masmoudi, Mongi Smida et Ahmed Saadaoui, Histoire générale de la Tunisie, t. III : Les temps modernes, Tunis, Sud Éditions, 2010, 495 p. (ISBN 978-9973844767).
- G. S. van Krieken, Khayr al-Dîn et la Tunisie, 1850-1881, Leyde, Brill Archive, 1976, 322 p. (ISBN 978-90-04-04568-2, lire en ligne).
- Mohamed Salah Mzali et Jean Pignon, Khérédine, homme d'État : documents historiques annotés, Tunis, Maison tunisienne de l'édition, 1971, 324 p.
- Mohamed Salah Mzali et Jean Pignon, « Documents sur Khéreddine », Revue tunisienne, références suivantes :
  - À mes enfants, no 23, 1934, p. 177–225 et 347-369
  - Mon programme, no 24, 1935, p. 51–80
  - Le problème tunisien vu à travers la question d'Orient, no 24, 1935, p. 209–233 ; no 25, 1936, p. 223–254
  - Réponse à la calomnie, no 26, 1937, p. 209–252 et 409-432 ; no 27, 1938, p. 79–91
  - Correspondance, no 27, 1938, p. 92–153 ; no 29, 1940, p. 71–107 et 251-302
- Mongi Smida, Khereddine : ministre réformateur, 1873-1877, Tunis, Maison tunisienne de l'édition, 1970, 423 p.

### Ouvrages en anglais
- (en) Jamil M. Abun-Nasr, A History of the Maghrib, Cambridge, Cambridge University Press, 1971, 421 p. (ISBN 978-0521079815).
- (en) Lisa Anderson (en), The State and Social Transformation in Tunisia and Libya : 1830-1980, Princeton, Princeton University Press, 1986, 325 p. (ISBN 978-0691054629).
- (en) Ibn Abi Dhiaf (trad. L. Carl Brown), Consult Them in the Matter : A Nineteenth-Century Islamic Argument for Constitutional Government, Fayetteville, University of Arkansas Press (en), 2005, 150 p. (ISBN 978-1557288035, lire en ligne).
- (en) Kheireddine Pacha (trad. L. Carl Brown), The Surest Path : The Political Treatise of a Nineteenth Century Muslim Statesman, Cambridge, Université Harvard, 1967, 182 p.
- (en) L. Carl Brown, The Tunisia of Ahmad Bey, 1837-1855, Princeton, Princeton University Press, 1974, 409 p. (ISBN 978-0691031002).
- (en) Julia A. Clancy-Smith, Mediterraneans : North Africa and Europe in an Age of Migration, Oakland, University of California Press, 2011, 445 p. (ISBN 978-0520259232, lire en ligne).
- (en) Albert Hourani, Arabic Thought in the Liberal Age, 1798–1939, Oxford, Université d'Oxford, 1962, 403 p.
- (en) Kenneth J. Perkins, A History of Modern Tunisia, Cambridge, Cambridge University Press, 2004, 249 p. (ISBN 978-0521009720, lire en ligne).
- (en) Kenneth J. Perkins, Historical Dictionary of Tunisia, Metuchen, Scarecrow Press, 1989, 234 p. (ISBN 978-0810822269).
- (en) Brieg Powel et Larbi Sadiki (en), Europe and Tunisia : Democratization via Association, Londres, Routledge, 2010, 224 p. (ISBN 978-1138780255).
- (en) Stanford Jay Shaw et Ezel Kural Shaw, History of the Ottoman Empire and Modern Turkey, vol. 2 : Reform, Revolution, and Republic: The Rise of Modern Turkey, 1808-1975, Cambridge, Cambridge University Press, 1977, 518 p. (ISBN 978-0521291668, lire en ligne).